# فرانسیس ژیلت
فرانسیس ژیلت (به انگلیسی: Francis Gillette) سناتور سابق عضو Free Soiler بود. وی در سال ۱۸۵۴ تا ۱۸۵۵ میلادی سناتور ایالت کنتیکت در سنای ایالات متحده آمریکا بود.